# 関戸将志
関戸 将志（、1976年6月19日 - ）は、日本の俳優。神奈川県出身。オフィスまとばに所属していた。
社団法人映像コンテンツ権利処理機構においては不明権利者とされている。